# Frederick Seitz
Frederick Seitz, ameriški fizik, * 4. julij 1911, San Francisco, Kalifornija, ZDA, † 2. marec 2008, New York, ZDA.
Seitz je bil pionir na področju fizike trdne snovi. Študiral je na Univerzi Princeton pri Wignerju, kjer je diplomiral leta 1934.
Bil je predsednik Nacionalne akademije znanosti ZDA.
1. 1 2  SNAC — 2010.
2. 1 2  data.bnf.fr: platforma za odprte podatke — 2011.
3. 1 2  Brozović D., Ladan T. Hrvatska enciklopedija — LZMK, 1999. — 9272 p.